# Chrysophyllum eximium
Chrysophyllum eximium là một loài thực vật có hoa trong họ Hồng xiêm. Loài này được Ducke mô tả khoa học đầu tiên năm 1932.